# Mount Lyford
Mount Lyford Alpine Resort es una estación de esquí de la Isla Sur de Nueva Zelanda. Se encuentra a 146 km de Christchurch a una altura que oscila entre 1750 m s. n. m. el punto más alto y 1249 m s. n. m. el más bajo.
Dentro del área se encuentra el monte Terako.